# Éloise
Éloise är en kommun i departementet Haute-Savoie i regionen Auvergne-Rhône-Alpes i sydöstra Frankrike. Kommunen ligger i kantonen Frangy som tillhör arrondissementet Saint-Julien-en-Genevois. År 2022 hade Éloise 935 invånare.

## Befolkningsutveckling
Antalet invånare i kommunen Éloise
| Referens: INSEE |